# ملویل (مونتانا)
ملویل (به انگلیسی: Melville) یک منطقهٔ مسکونی در ایالات متحده آمریکا است که در شهرستان اسویت گرس، مونتانا واقع شده‌است. ملویل ۱٬۵۳۰٫۱۱ متر بالاتر از سطح دریا واقع شده‌است.